# Smombie

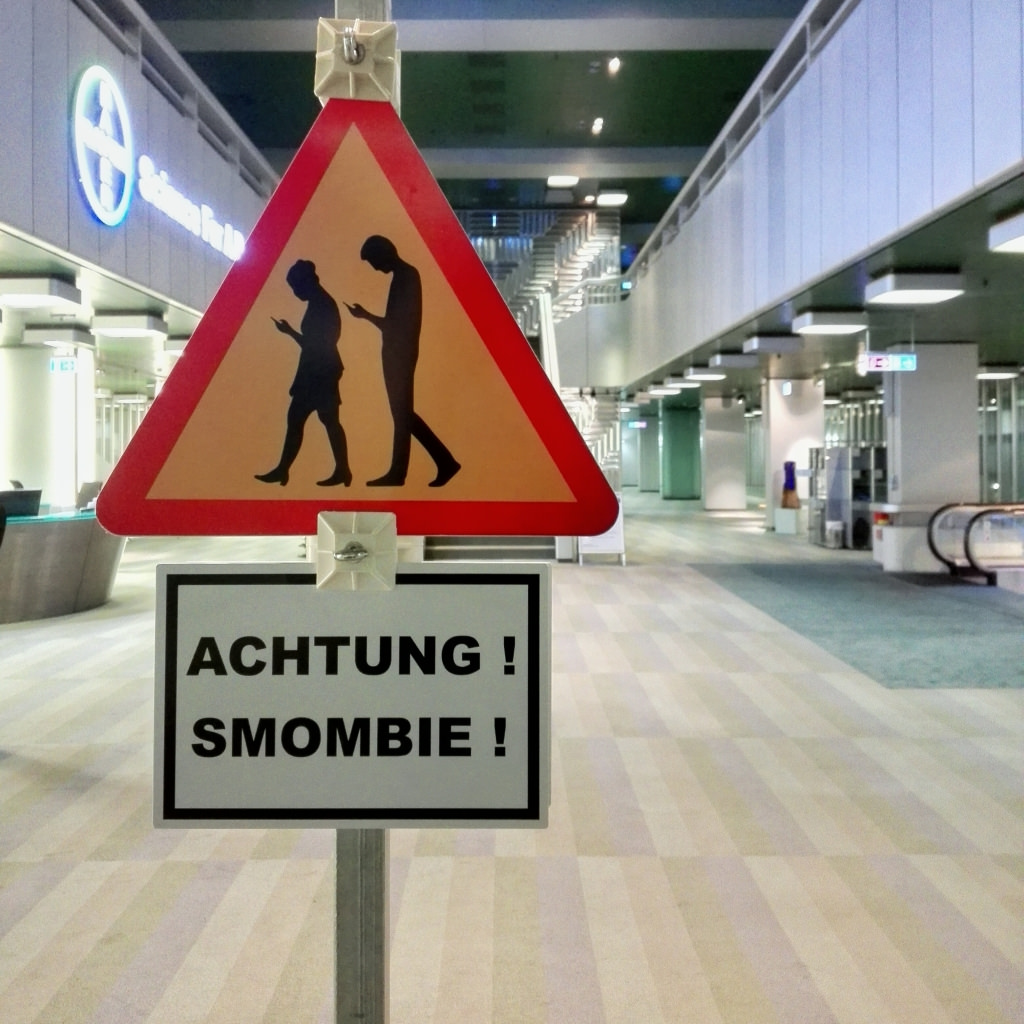
Ein (scherzhaftes) Warnschild

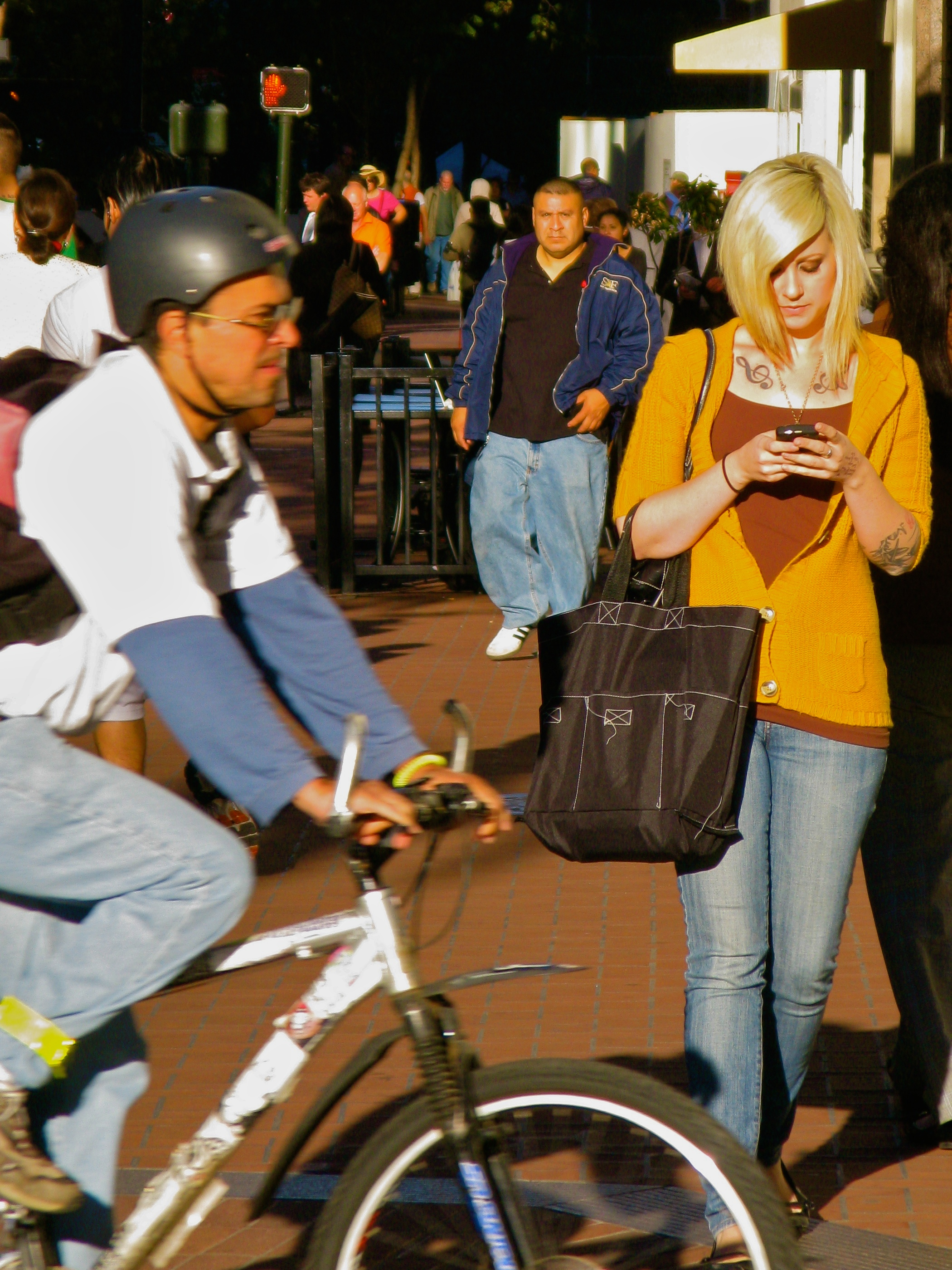
Frau beim Bedienen eines Smartphones im Straßenverkehr

Smombie ist ein Kofferwort aus den Begriffen „Smartphone“ und „Zombie“. Laut Langenscheidt sind damit Menschen gemeint, die durch den ständigen Blick auf ihr Smartphone so stark abgelenkt sind, dass sie ihre Umgebung kaum noch wahrnehmen.

## Jugendwort des Jahres 2015
Das Wort wurde 2015 im Auftrag des Langenscheidt-Verlags von einer Jury zum so genannten „Jugendwort des Jahres“ in Deutschland gewählt. Bei einer der Wahl vorausgehenden Onlineabstimmung hatte es nur einen der hinteren Plätze belegt.
Da das Wort vor der Nominierung zur Wahl des Jugendwortes des Jahres noch nicht im Internet aufgetaucht war, folgte eine Debatte darum, ob das Wort überhaupt in der Jugendsprache benutzt werde. Womöglich sei es eine reine Erfindung im Rahmen der Wahl.

## Folgen im Straßenverkehr
Gesundheitswissenschaftliche Forschungsarbeiten sowie Experimente mithilfe von VR-Brillen konnten zeigen, dass das Schreiben von Textnachrichten auf einem Smartphone sowohl die Zeit, die zum Überqueren einer Straße benötigt wird, verlängert als auch zu einer Aufmerksamkeitsreduktion in Gefahrensituationen im Straßenverkehr führt. In einer querschnittlich angelegten Untersuchung konnte des Weiteren nachgewiesen werden, dass eine erhöhte Nutzungsfrequenz des Smartphones während des Gehens mit einer gesteigerten Unfallprävalenz dieser Fußgänger einhergeht.
Als potentielle Ursache von unaufmerksamem Gehen und Unfällen von Smombies im Straßenverkehr wurde das psychologische Konstrukt der Fear of Missing Out (dt.: Angst, etwas zu verpassen, Akronym FOMO) vorgeschlagen. Studienergebnisse zeigen, dass die Fear of Missing Out sowohl unaufmerksames Gehen, die Tendenz, sich auf virtuelle soziale Interaktionen während des Gehens einzulassen als auch gefährliche Unfälle im Straßenverkehr vorhersagt. Diese Wirkzusammenhänge konnten unabhängig vom Alter oder Geschlecht der Probanden nachgewiesen werden Potenzielle Gefahren und Warnhinweise werden übersehen oder zu spät erkannt. Eine mögliche Hilfe sollen Augmented Reality-Apps wie Walk and Text sein, die die Frontkamera des Handys nutzen und auf das Handydisplay übertragen. Statistisch-gesehen entstehen die meisten Unfälle durch Jugendliche und junge Erwachsene.
In Chongqing in China und Hongkong wurden bereits zwischen 2014 und 2015 spezielle Wege für Handynutzer geschaffen. Auch in den USA, Litauen, Belgien und Japan wurden bereits separate Gehwege für Handynutzer geschaffen. In deutschen Städten wie Frankfurt am Main (2010), Köln und Augsburg (2016) wurden Bodenampeln oder Lichtstreifen für Handynutzer eingerichtet, um das Unfallrisiko zu senken.

## Weitere Bezeichnungen und Abgrenzung
Im englischsprachigen Raum wird neben Smombie auch der Begriff Dumbwalking verwendet, welcher es in das Cambridge Dictionary geschafft hat. Oft hängt das Phänomen mit einer Handy- und Internetabhängigkeit zusammen. Das Wort Phubbing bezeichnet die Angewohnheit, sich mit dem Handy zu beschäftigen, während man seine Mitmenschen, mit denen man gerade im echten Leben zusammen ist, vernachlässigt. Die Abkürzung Nomophobie für No-Mobile-Phone-Phobia bezeichnet die (Trennungs-)Angst, ohne Mobiltelefon unerreichbar für soziale und geschäftliche Kontakte zu sein.
Als Generationsbegriff, der sich vor allem auf die Generation Z und junge Generation Y bezieht, wird auch Generation Kopf unten bzw. im Englischen auch Head-Down-Generation oder allgemein auch einfach nur Generation Smartphone verwendet.

## Trivia
Der Science-Fiction-Autor Ray Bradbury beschrieb bereits in den 1950er-Jahren in seinen Büchern Fahrenheit 451 und Geh nicht zu Fuß durch stille Straßen dieses Phänomen.